# Bandera de Peralada
La bandera oficial de Peralada (Alt Empordà) té la següent descripció:
Bandera apaïsada, de proporcions dos d'alt per tres d'ample, de camper vermell, carregat amb tres pals grocs, i cadascun d'aquests carregat amb tres rocs heràldics blaus.
Els set pals són del mateix gruix. És una bandera heràldica de les armes de la família Rocabertí, marquesos de Peralada. Està relacionada amb les banderes de Sant Mori, Navata, Albanyà i Ordis.
Va ser aprovada el 25 de setembre de 1990 i publicada en el DOGC el 5 d'octubre del mateix any amb el número 1351.